# Injektionslipolyse
Die Injektionslipolyse ist eine ästhetisch-medizinische Methode zur Körperformung bei kleineren bis mittleren Fettdepots ohne operativen Eingriff. Ähnlich wie die Kryolipolyse, stellt die „Fettwegspritze“ keine Alternative zur Fettabsaugung dar, sondern ist nur für kleinere Fettpolster, z. B. im Gesicht, an den Armen, oder im Bauchbereich geeignet.
Bei der Behandlung von Cellulite wird die Injektionslipolyse eingesetzt, indem der Wirkstoff direkt unter die Haut injiziert wird. Die Methode wurde früher auch zur Behandlung von Tränensäcken unter den Augen angewandt. Das Netzwerk Ästhetik, welches das Standard Behandlungsprotokoll für die Lipolyse entwickelt hat, hat die Tränensäcke aus dem Indikationsspektrum herausgenommen, weil eine Injektion in Augennähe zu risikoreich ist.
Das injizierte Präparat ist eine früher als Arzneimittel zugelassene Mischung von Phospholipiden aus Sojabohnen. Ursprünglich war das Medikament für die intravenöse Infusion bei Fettembolien eingesetzt worden. Die Injektion subkutan in das Fettgewebe ist eine Anwendung, die außerhalb des ursprünglichen Indikationsspektrums erfolgt. Diese Off-label-Anwendung soll die Fettzellen zerstören.
Nach Angabe der Anwender sollen Umfangsreduktionen von 2 bis 4 cm an den behandelten Körperregionen möglich sein. Die Wirksamkeit dieser aus Südamerika stammenden Behandlungsmethode wurde 2005 in einer nicht kontrollierten Fallserie an 86 Patienten gezeigt. Eine kleine Phase-I-Studie an sieben Probandinnen ergab 2013 eine Umfangsabnahme von durchschnittlich 100,4 auf 98,8 cm.

## Technik
Nach Desinfektion der zu behandelnden Stellen wird mittels dünner Injektionsnadeln (Außendurchmesser: 28–33 G, Länge: 6–12 mm) die Wirkstoffkombination in das Fettgewebe injiziert. Die Behandlung erfolgt ambulant. Eine örtliche Betäubung kann bei sehr schmerzempfindlichen Patienten erfolgen.

## Wirkmechanismus
Phase-II-Studien mit größeren Patientenzahlen wurden bisher nicht durchgeführt, weil keine Medikamentenneuzulassung geplant ist. Der Wirkmechanismus wurde von Arbeitsgruppen der Universitäten in Regensburg und Bochum erforscht. Die im Präparat enthaltene Desoxycholsäure (DOC) kann Membranen von Fettzellen zerstören. Polyenylphosphatidylcholin (PPC) soll die entstehende Entzündung dämpfen, die Toxizität der Desoxycholsäure mindern und außerdem durch Apoptose von Fettzellen zu deren Abbau beitragen.

## Sicherheit und Nebenwirkungssprektrum
In einer Umfrage der BACD (British Association of Cosmetic Doctors) 2006 berichteten britische Ärzte überwiegend leichte oder mittlere Nebenwirkungen wie örtliche Schmerzen (ähnlich einem Muskelkater), Schwellung, Rötung, Brennen und Einblutungen, in 3 % der Anwendungen auch systemische Symptome wie Schwindel, Übelkeit und Durchfall. Leichte Schmerzen können etwa mit Paracetamol behandelt werden.
Einer weiteren, international durchgeführten schriftlichen Befragung von Ärzten zufolge erfuhren die ca. 17.000 Patienten weder Hautnekrosen noch chronische Hautreizungen; es gab keine Krankenhauseinweisungen oder Todesfälle. Auch die Anwendervorganisation „NETZWERK-Lipolyse, Netzwerk Ästhetik“ hat Mitgliederbefragungen durchgeführt, zuletzt 2015 mit 29.889 Patienten und 74.600 Behandlungen. Dabei wurden Komplikationen nur in < 0.01 % berichtet. Es gab allerdings Abszesse und Nekrosen bei jedem 10.000sten Patienten oder jeder 25.000sten Behandlung. Das Arznei-Telegramm bewertete die „Fettwegspritze“ 2011 als „weder zugelassen noch hinreichend erprobt. Die Risiken sind nicht überschaubar.“ Diese Bewertung ist inzwischen nicht mehr dem heutigen Forschungsstand entsprechend und muss deshalb relativiert werden. Jährlich werden weltweit viele hunderttausend Behandlungen durchgeführt, die vom Netzwerk Ästhetik gesammelt und ausgewertet werden.

## Präparate
Fertigpräparate mit der Wirkstoffkombination PPC/DOC zur Injektion sind nicht mehr verfügbar, seit die Fa. Nattermann ihr Präparat Lipostabil N 2012 vom Markt genommen hat. Anwender lassen ihre Injektionslösungen nach der Rezeptur des Lipostabil N deshalb durch dafür ausgestattete Apotheken herstellen. Es existieren zudem Ersatzpräparate aus dubiosen Quellen, die jedoch erhebliche Nebenwirkungen auslösen können. In den USA hat die FDA Firmen vor irreführenden Angaben und vor dem Vertrieb nicht zugelassener Präparate gewarnt.
2015 wurde das Medikament Kybella für die Behandlung des Doppelkinns in den USA zugelassen, später auch in der EU. Kybella enthält nur Desoxycholsäure als Wirkstoff. In Deutschland ist es seit 2020 auf dem Markt. 2019 wurde ein Roter-Hand-Brief betreffend Gesichtsnekrosen durch dieses Präparat versendet.